# Mölltorp
Mölltorp is een plaats in de gemeente Karlsborg in het landschap Västergötland en de provincie Västra Götalands län in Zweden. De plaats heeft 1079 inwoners (2005) en een oppervlakte van 129 hectare.
Mölltorp liegt op de oever van het Kyrksjönmeer.
Historisch interessant is de middeleeuwse Kerk van Mölltorp.

## Verkeer en vervoer
Bij de plaats lopen de Riksväg 49 en Länsväg 195.

## Geboren in Mölltorp
- Harald Bergström (1908–2001), Zweeds wiskundige.
- Anki Lidén (1947), Zweeds actrice